# Caylian Curtis
Caylian Curtis (Praga, 12 de agosto de 1981) es una actriz pornográfica y modelo checa retirada.

## Biografía
Caylian Curtis nació el 12 de agosto de 1981 en Praga. Estudió derecho y administración pública antes de embarcarse en una carrera administrativa. Sin embargo, durante el verano de 2006 decidió encaminarse a la industria pornográfica.
Caylian protagonizó las dos primeras películas de la trilogía de éxito de taquilla de Pierre Woodman, titulada Xcalibur. Más tarde apareció como la Playmate of the Month de la revista Playboy, siendo Caylian Curtis la primera actriz porno hardcore en aparecer en la página central de la revista Playboy. Pierre Woodman contrató a Curtis como la primera "Woodman Girl" exclusiva de Woodman Entertainment.

## Filmografía
- Amazonian Dreams (2007)
- Xcalibur: The Lords of Sex (2007)
- Xcalibur 2: The Lords of Sex (2007)
- Sex Carnage 1 (2008)
- Woodman Casting X 70 (2009)
- Woodman Casting X 75 (2010)
- Anal Sex With 2 Girls (2015)
- Sexual Lust (2015)
- This is Girl's World (2015)
- Just Girls 2 (2016)
- One Night with Caylian Curtis (2016)
- One Night with Caylian Curtis 2 (2016)
- Anal Action (2017)
- Deep Anal Drilling 7 (2017)
- Hardcore Threeways 4 (2017)
- Anal Absolution (2018)
- Euro Anal Desires (2018)
- Lesbian Group Sex (2018)

## Premios y nominaciones
| Año  | Premio        | Resultado | Categoría                           | Película                     |
| ---- | ------------- | --------- | ----------------------------------- | ---------------------------- |
| 2007 | Premios FICEB | Nominada  | Premio Ninfa: Mejor estrella joven  | Xcalibur 2: The Lords of Sex |
| 2008 | Premios AVN   | Nominada  | Artista femenina extranjera del año | —                            |